# Aliu Mahama
Pour les articles homonymes, voir Mahama.
Aliu Mahama est un homme politique ghanéen, né le 3 mars 1946 à Yendi, dans la région du Nord, et mort le 16 novembre 2012 à Accra.

## Biographie
Titulaire d'un diplôme en technologies de la construction de la Kwame Nkrumah University of Science and Technology à Kumasi, il travaille tout d'abord au bureau régional de Bolgatanga en région du Haut Ghana oriental en tant qu'ingénieur avant de fonder sa propre entreprise de construction et de génie civil en 1982, LIDRA Limited.
Aliu Mahama est conseiller du district de Yendi municipalité en 1978, conseiller municipal de Tamale en 1990, puis président du Comité pour le développement économique des villes jumelles de Tamale-Louisville. Au niveau national, il exerce la charge de vice-président de la République du 7 janvier 2001 au 7 janvier 2009, sous la présidence de John Kufuor.